# متحف التاريخ والحضارات (الرباط)
متحف التاريخ والحضارات هو متحف للآثار ودراستها بمدينة الرباط المغربية، أحدث المتحف في العشرينات من القرن الماضي.
يقدم المتحف تاريخ المغرب مند فترات ما قبل التاريخ حتى الفترة الإسلامية وذلك بواسطة قطع مختلفة (أدوات الإنسان القديم، أدوات العصر الحجري الحديث، كتابات ليبية وبربرية، مجموعات رومانية برونزية ومرمرية، وقطع خزفية إسلامية، كما يتوفر المتحف على أشهر التحف البرونزية خاصة رأس الملك جوبا الثاني ورأس كاطون وكذا التماثيل البرونزية الأخرى، ككلب ليلى والصياد الشيخ.

## معرض الصور

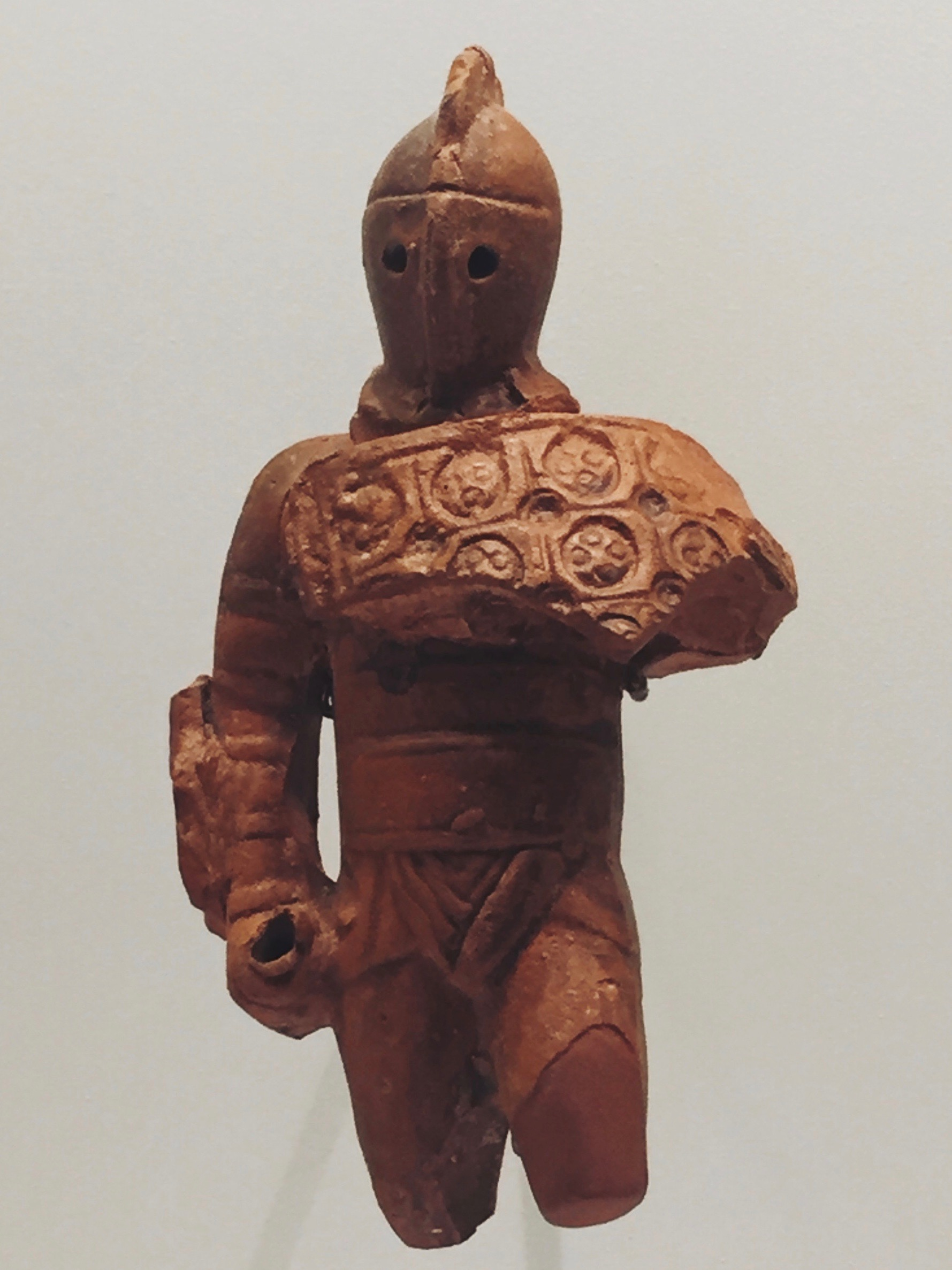
تمثال لمجالد رومي من نوع سامني مصنوع من الطين النضيج عثر عليه في وليلي
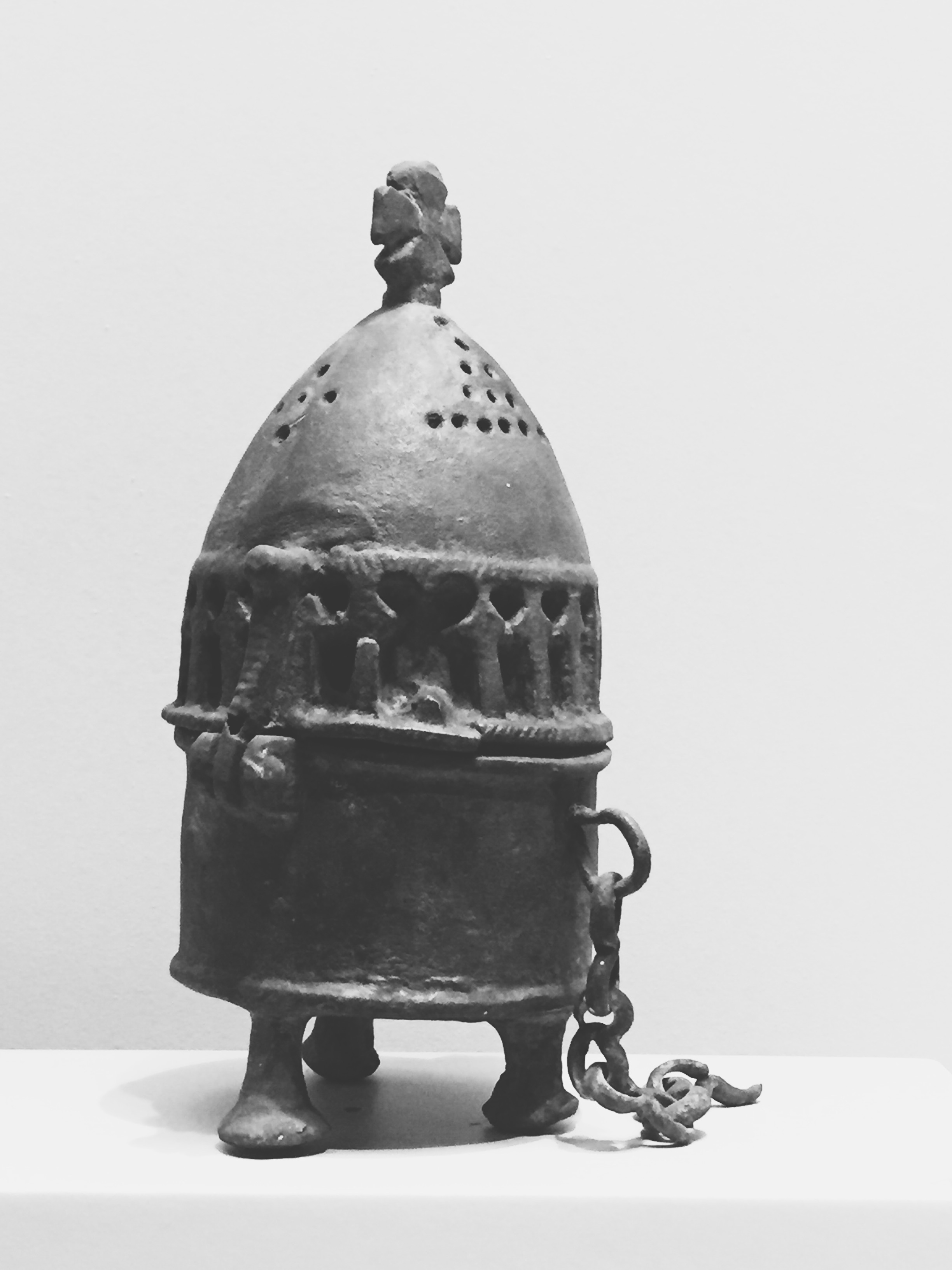
مبخرة مسيحية عثر عليها في أطلال وليلي
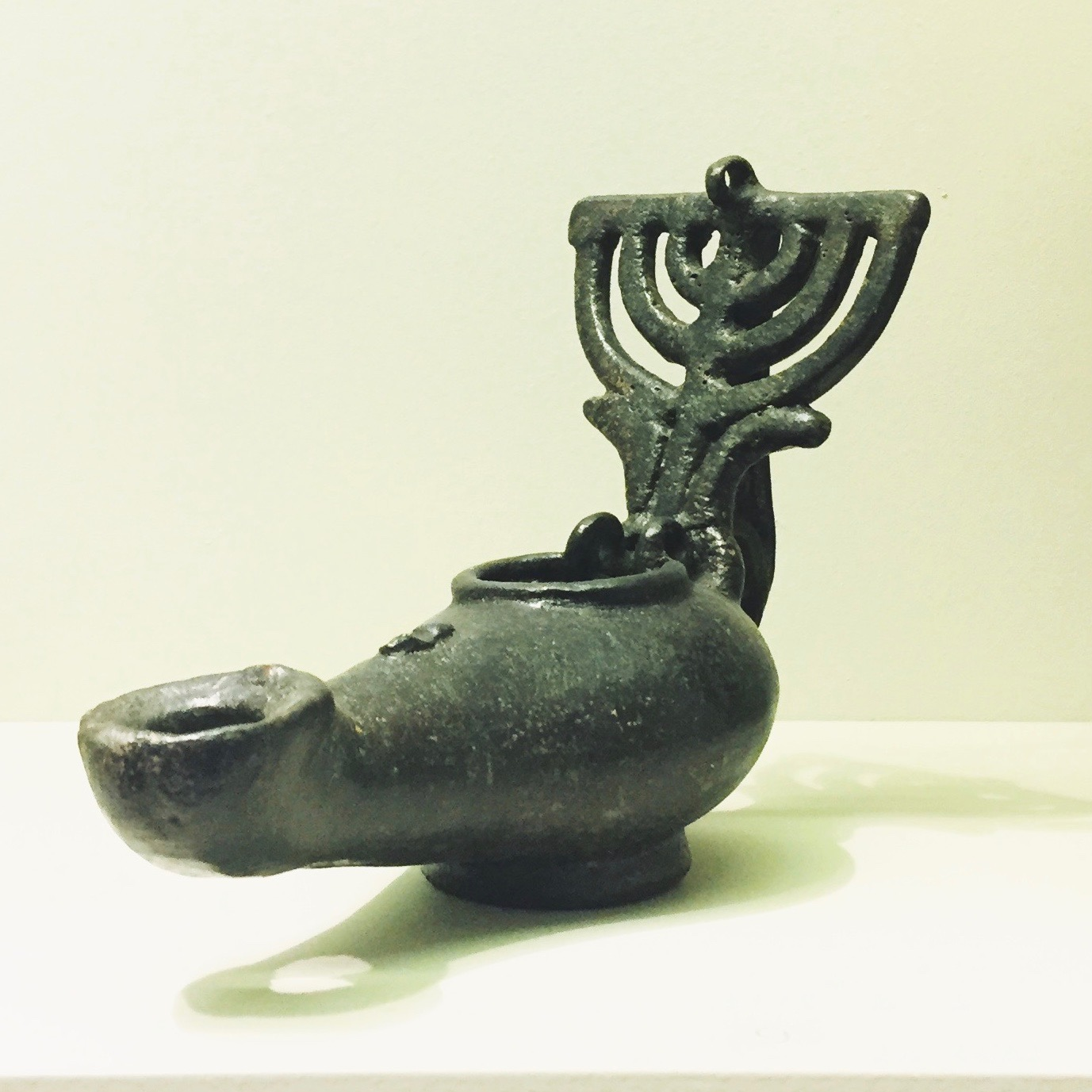
مينوراه رومية عثر عليها في أطلال وليلي
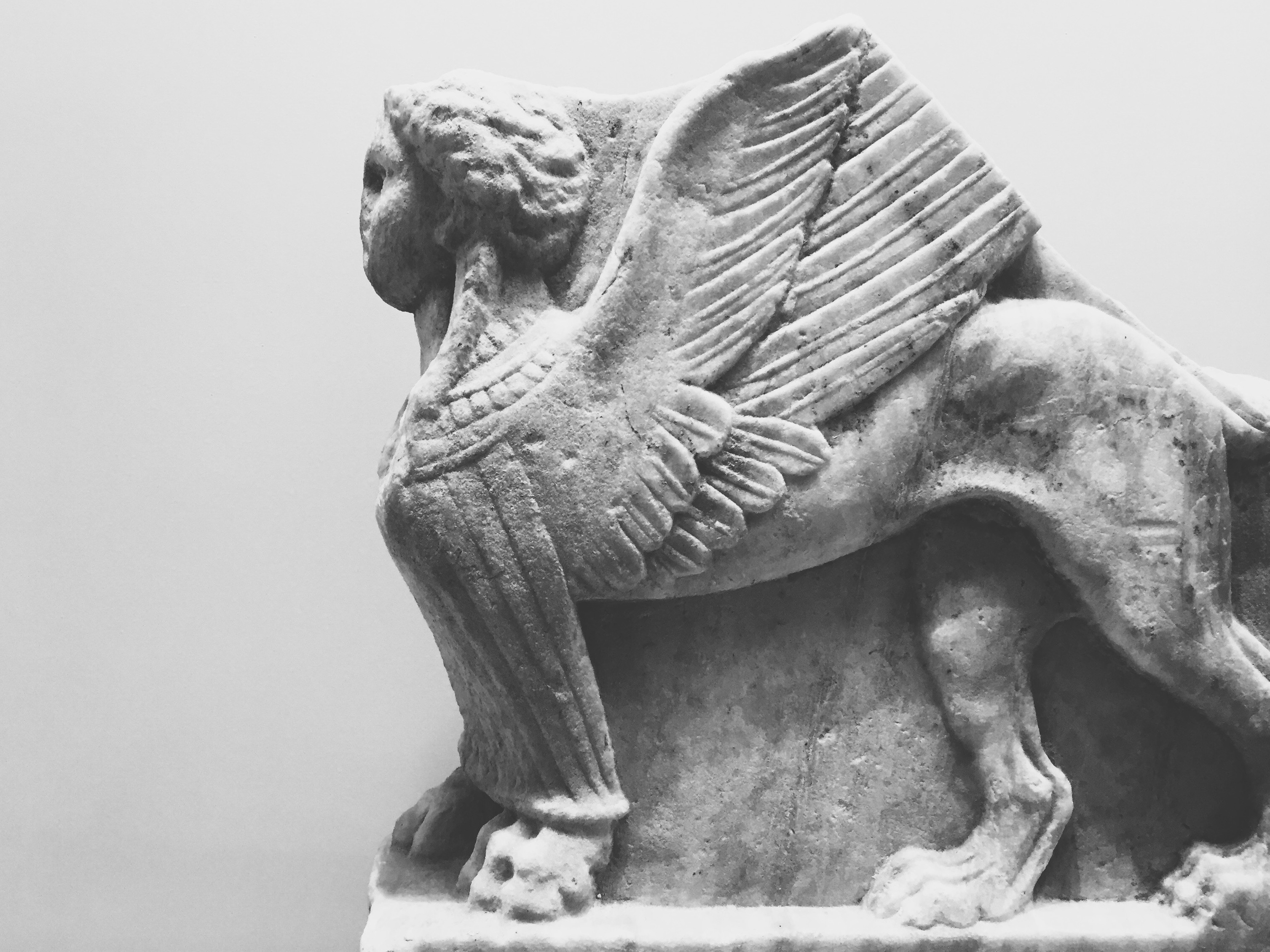
سفنكس منحوت عثر عليه في موقع ليكسوس